# Kevin James
Kevin James (* 26. dubna 1965, Mineola, New York) je americký komik, herec, scenárista a producent. Hraje v sitcomech a filmových komediích.

## Život
Narodil se v Mineole v americkém státě New York, většinu dětství ale strávil ve Stony Brook na Long Islandu. Po absolvování Ward Melville High School nedokončil studium na univerzitě. S herectvím začínal v komunitním divadle, poté vystupoval jako stand-up komik v klubech. Koncem devadesátých let 20. století získal menší roli v sitcomu Raymonda má každý rád. V roce 1998 následovala již hlavní role v sitcomu Dva z Queensu, ke kterému psal i scénáře a podílel se na jeho produkci. Ve filmu se poprvé objevil v romantické komedii Hitch: Lék pro moderního muže (2005), v průběhu dalších let si zahrál například v komediích Když si Chuck bral Larryho (2007), Policajt ze sámošky (2009), Ošetřovatel (2011) a sci-fi komedii Pixely (2015).